# Лілі Рейнгарт
Лілі Пауліна Рейнгарт (англ. Lili Pauline Reinhart; нар. 13 вересня 1996, Клівленд, Огайо, США) — американська акторка, найбільше відома завдяки ролі Бетті Купер у підлітковій драмі «Рівердейл».

## Біографія
Народилася 	13 вересня 1996 в Клівленді, штат Огайо, США. 
Виросла в містечку Бей Вілледж. У віці 10 років розвила любов до співу, акторства й танців та благала свою маму відвозити її на прослуховування в Нью-Йорк.
У віці 18 років переїхала до Лос-Анджелеса, щоб займатися акторством і майже здалася після п'яти місяців спроб.

## Кар'єра
Перші роботи були в епізоді телесеріалу «Закон і порядок: Спеціальний корпус» і в короткометражному кіно «For Today».
9 лютого 2016 року потрапила на прослуховування ролі Бетті Купер для телесеріалу «Рівердейл». Коли її прийняли, Лілі Рейнгарт потрапила в колектив провідних акторів телесеріалу, що успішно позначилось на її акторській кар'єрі.

## Особисте життя
Лілі Рейгарт — Християнка. Вона практикує медитацію та навчається, щоб стати цілителькою за японською методикою рейкі. Рейнгарт відкрита щодо своєї боротьби із депресією і повідомила, що «Рівердейл» прийшов у її життя, коли вона перебувала в дуже темному місці.
Також Лілі феміністка та підтримує права ЛГБТ та бодіпозитив. 
З 2017 до 2020 акторка перебувала в стосунках із актором Коулом Спроусом. У червні 2020 Лілі повідомила про свою бісексуальність.

## Фільмографія

### Кіно
| Рік  | Назва                     | Роль          | Примітки             |
| ---- | ------------------------- | ------------- | -------------------- |
| 2010 | For Today                 | Рейчел        | Короткометражне кіно |
| 2011 | The Most Girl Part of You | Емі           | Короткометражне кіно |
| 2011 | Lilith                    | Ліліт Віллсон |                      |
| 2012 | Not Waving But Drowning   | Емі           |                      |
| 2013 | Королі літа               | Вікі          |                      |
| 2013 | The First Hope            | Карен         | Короткометражне кіно |
| 2013 | Gibsonburg                | Кеті Коланел  |                      |
| 2013 | Forever's End             | Лілі Вайт     |                      |
| 2016 | Miss Stevens              | Марго         |                      |
| 2016 | The Good Neighbor         | Ешлі          |                      |
| 2018 | Галвестон                 | Тіффані       |                      |
| 2019 | Шахрайки з Волл-стріт     | Аннабель      |                      |
| 2019 | Ангели Чарлі              | камео         |                      |
| 2020 | Хімічні серця             | Ґрейс         |                      |
| 2022 | Дивись в обидва боки      | НаталІ        |                      |

### Телебачення
| Рік       | Назва                               | Роль              | Примітки                    |
| --------- | ----------------------------------- | ----------------- | --------------------------- |
| 2011      | Закон і порядок: Спеціальний корпус | Courtney Lane     | Епізод: "Lost Traveller"    |
| 2011      | Scientastic!                        | Leah dlgg         | Епізод: "Sticks and Stones" |
| 2014      | Surviving Jack                      | Heather Blumeyer  | 6 епізодів                  |
| 2015      | Cocked                              | Marguerite Paxson | телефільм                   |
| 2017–2023 | Рівердейл                           | Бетті Купер       | головна роль                |

## Нагороди та номінації
| Рік  | Нагорода                     | Категорія                                           | Предмет номінації | Результат | Виноски |
| ---- | ---------------------------- | --------------------------------------------------- | ----------------- | --------- | ------- |
| 2013 | New York VisionFest          | Breakthrough Performance Award                      | The First Hope    | Номінація | [ 7 ]   |
| 2017 | Teen Choice Awards           | Choice Breakout TV Star                             | Рівердейл         | Перемога  | [ 8 ]   |
| 2017 | Teen Choice Awards           | Choice TV Ship (разом з Коулом Спроусом)            | Рівердейл         | Перемога  | [ 8 ]   |
| 2018 | Saturn Awards                | Найкраща роль молодого актора/акторки в телесеріалі | Рівердейл         | Номінація | [ 9 ]   |
| 2019 | Teen Choice Awards           | Choice Ship                                         | Рівердейл         | Перемога  |         |
| 2019 | Teen Choice Awards           | Choice TV Actress: Drama                            | Рівердейл         | Перемога  |         |
| 2019 | People's Choice Awards       | Favorite Female TV Star                             | Рівердейл         | Номінація |         |
| 2020 | People's Choice Awards       | Favorite Female TV Star                             | Рівердейл         | Номінація |         |
| 2021 | Critics' Choice Super Awards | Найкраща акторка супергеройського серіалу           | Рівердейл         | Номінація |         |